# MUC1
 (septembre 2013).
Si vous disposez d'ouvrages ou d'articles de référence ou si vous connaissez des sites web de qualité traitant du thème abordé ici, merci de compléter l'article en donnant les références utiles à sa vérifiabilité et en les liant à la section « Notes et références ».
La MUC1 (de Mucin-1) est une protéine active chez les mammifères femelles. Sa fonction protectrice des épithéliums se situe sur l'ensemble de la surface externe[Quoi ?] de l'endomètre utérin. Elle possède des propriétés anti-implantatoires et doit donc être lysée par un embryon qui vise l'implantation. Son gène est le MUC1 situé sur le chromosome 1 humain.